# NGC 7069
NGC 7069 este o astronomical radio source⁠(d) situată în constelația Vărsătorul. A fost descoperită în 12 octombrie 1863 de către Albert Marth. Se află la o distanță de 77,27 de megaparseci de Pământ.